# Walters, Minnesota
Walters là một thành phố thuộc quận Faribault, tiểu bang Minnesota, Hoa Kỳ. Năm 2010, dân số của thành phố này là 73 người.

## Dân số
- Dân số năm 2000: 88 người.
- Dân số năm 2010: 73 người.